# 바르 형식
바르 형식(Bar form)은 중세 이후 독일에서 사용되었던 가장 중요한 악곡형식의 하나이다. a a b라는 기본형을 취하고 있다. 미네젱거나 마이스터징거에 즐겨 사용되었으며 미네젱거에는 변형의 a a b a의 형식도 볼 수 있다.

## 같이 보기
- 서양의 중세 음악